# Aethopyga siparaja
El suimanga siparaja (Aethopyga siparaja) es una especie de ave paseriforme perteneciente a la familia Nectariniidae propia del sur de Asia.

## Alimentación
El suimanga siparaja se alimenta de néctar, aunque también consume insectos de manera ocasional, en especial para alimentar a sus crías. Su vuelo es rápido y directo y sus alas son cortas. La mayoría de las subespecies de la familia de los suimangas pueden absorber el néctar de las flores planeando como un colibrí, pero la mayoría de las veces suelen detener el vuelo para alimentarse.

## Distribución y reproducción
Este pájaro puede encontrarse en Asia en la región indomalaya, desde el norte y este de la India, el al sudeste asiático, hasta el sur de Filipinas, y la Wallacea (Célebes). Anidan en los árboles y depositan entre dos y tres huevos cada temporada. Su hábitat natural son los bosques y las áreas cultivadas.

## Descripción
El suimanga siparaja es un ave pequeña, de unos once centímetros de largo. Tienen picos de tamaño mediano, delgados y curvados hacia abajo, y lenguas tubulares con punta áspera; ambas son adaptaciones que le posibilitan alimentarse de néctar.
El macho adulto tiene el pecho de color carmesí y su parte posterior es de color amarronado. Las ancas son amarillas y el vientre, verde oliva. La hembra es de color amarillento, con vientre oliva, al igual que su parte posterior; las puntas de las alas exteriores son de color blanco. La mayor parte de los machos de esta especie tienen una coloración verde azulada en la cola, pero la subespecie A.s. nicobarica, endémica de las islas Nicobar, carece de plumas largas en el centro de la cola. 

## Especies
Se reconocen las siguientes:
- A. s. seheriae (Tickell, 1833): base del Himalaya del norte de la India, oeste de Bangladés.
- A. s. labecula (Horsfield, 1840): este del Himalaya y de Bangladés hasta Myanmar (excepto sur) hasta noroeste de Laos y noroeste de Vietnam.
- A. s. owstoni Rothschild, 1910: sudeste de China.
- A. s. tonkinensis Hartert, 1917: sur de China y noreste de Vietnam.
- A. s. mangini Delacour & Jabouille, 1924: sudeste de Tailandia y centro y sur de Indochina.
- A. s. insularis Delacour & Jabouille, 1928: isla de Phu Quoc (al sur de Camboya).
- A. s. cara Hume, 1874: sur de Myanmar y norte de Tailandia.
- A. s. trangensis Meyer de Schauensee, 1946: sur de Tailandia y norte de la península de Malaca.
- A. s. siparaja (Raffles, 1822): sur de la península de Malaca, Sumatra y Borneo.
- A. s. nicobarica Hume, 1873: islas Nicobar.
- A. s. heliogona Oberholser, 1923: Java.
- A. s. natunae Chasen, 1935: islas Natuna (oeste de Borneo).
- A. s. flavostriata (Wallace, 1865): norte de Célebes.
- A. s. beccarii Salvadori, 1875: centro y sur de Célebes.